# Ulala Session
Ulala Session (em coreano:  울랄라 세션) é uma boy band  de k-pop que ganhou popularidade após vencer o show de talentos do programa  Superstar K3 em 2011. Os membros da banda são: Lim Yoon-taek (falecido), Goon jo, Kim Myung-hoon, Park Seung-il e Park Kwang-sun.

## Carreira
Antes de sua aparição no Superstar K3, o grupo não era muito conhecido na Coreia do Sul, realizando performances "em qualquer lugar, até mesmo no meio do pátio de uma escola, desde que houvesse um palco".
Durante os programa, o público apoiava o líder da banda, Lim Yoon-taek, que lutava contra um câncer de estômago. Devido ao enorme carinho que os espectadores tinham por ele, surgiu o boato de que a Ulala Session tinha inventado a história do câncer do Lim para que a banda tivesse mais popularidade. Para esclarecer isso, Lim levou seu médico ao programa One Night in TV Entertainment da SBS, em julho de 2012, para confirmar seu diagnóstico.
Em 11 de fevereiro de 2013, Lim Yoon-taek, o líder da Ulala Session, faleceu devido ao câncer de estômago.
O grupo retornou as suas atividades em 20 de agosto de 2013, mesmo com os problemas de saúde de Park Seung-il, que sofre de hérnia de disco. Após o lançamento do single "Fonky", a agência decidiu afastá-lo das atividades para não agravar sua doença.

## Desempenho nas paradas
| Single            | Posição | Data                   | Semanas no Top 10 |
| ----------------- | ------- | ---------------------- | ----------------- |
| "The Western Sky" | 1       | 19 de novembro de 2011 | 8                 |
| "Swing Baby"      | 8       | 26 de novembro de 2011 | 1                 |
| "With You"        | 6       | 10 de dezembro de 2011 | 1                 |
| "Beautiful Night" | 5       | 26 de maio de 2012     | 2                 |
| "Used It All Up"  | 10      | 2 de junho de 2012     | 1                 |
| "Goodbye Day"     | 4       | 30 de junho de 2012    | 1                 |